# Oligoplites
Oligoplites è un genere di pesci ossei marini e d'acqua salmastra appartenente alla famiglia Carangidae.

## Distribuzione e habitat
Il genere si incontra nelle acque dell'Oceano Atlantico occidentale e nell'Oceano Pacifico orientale. Sono pesci eurialini che penetrano di frequente in acque salmastre e alcuni perfino in acqua del tutto dolce.

## Specie
- Oligoplites altus
- Oligoplites palometa
- Oligoplites refulgens
- Oligoplites saliens
- Oligoplites saurus[1]